# Julie Benz
Julie M. Benz (født 1. maj 1972 i Pittsburgh, Pennsylvania) er en amerikansk skuespiller.
Julie Benz har spillet mange biroller, senest i den amerikanske tv-serie Dexter som kæreste til Dexter Morgan, en sympatisk seriemorder.
Hendes far er kirurg, og hendes mor er kunstskøjteløber.